# Doloplazy (okres Prostějov)
Obec Doloplazy se nachází v okrese Prostějov v Olomouckém kraji. Žije zde 523 obyvatel. Součástí obce je i vesnice Poličky.

## Název
Jméno vesnice je původně označení jejích obyvatel, kteří se "plazili", tj. lopotili v dolině. Patří do vrstvy nejstarších místních jmen na Moravě.

## Historie
První písemná zmínka o obci pochází z roku 1354.

## Obyvatelstvo

### Struktura
Vývoj počtu obyvatel za celou obec i za jeho jednotlivé části uvádí tabulka níže, ve které se zobrazuje i příslušnost jednotlivých částí k obci či následné odtržení.
| Místní části   | Místní části   | 1869 | 1880 | 1890 | 1900 | 1910 | 1921 | 1930 | 1950 | 1961 | 1970 | 1980 | 1991 | 2001 | 2011 |
| -------------- | -------------- | ---- | ---- | ---- | ---- | ---- | ---- | ---- | ---- | ---- | ---- | ---- | ---- | ---- | ---- |
| Počet obyvatel | část Doloplazy | 518  | 571  | 578  | 583  | 610  | 588  | 684  | 618  | 624  | 563  | 489  | 557  | 572  | 530  |
| Počet domů     | část Doloplazy | 76   | 91   | 102  | 109  | 111  | 115  | 156  | 166  | 163  | 164  | 147  | 166  | 167  | 171  |

## Pamětihodnosti
- Zámek Doloplazy s parkem
- Socha svatého Jana Nepomuckého na návsi

## Galerie

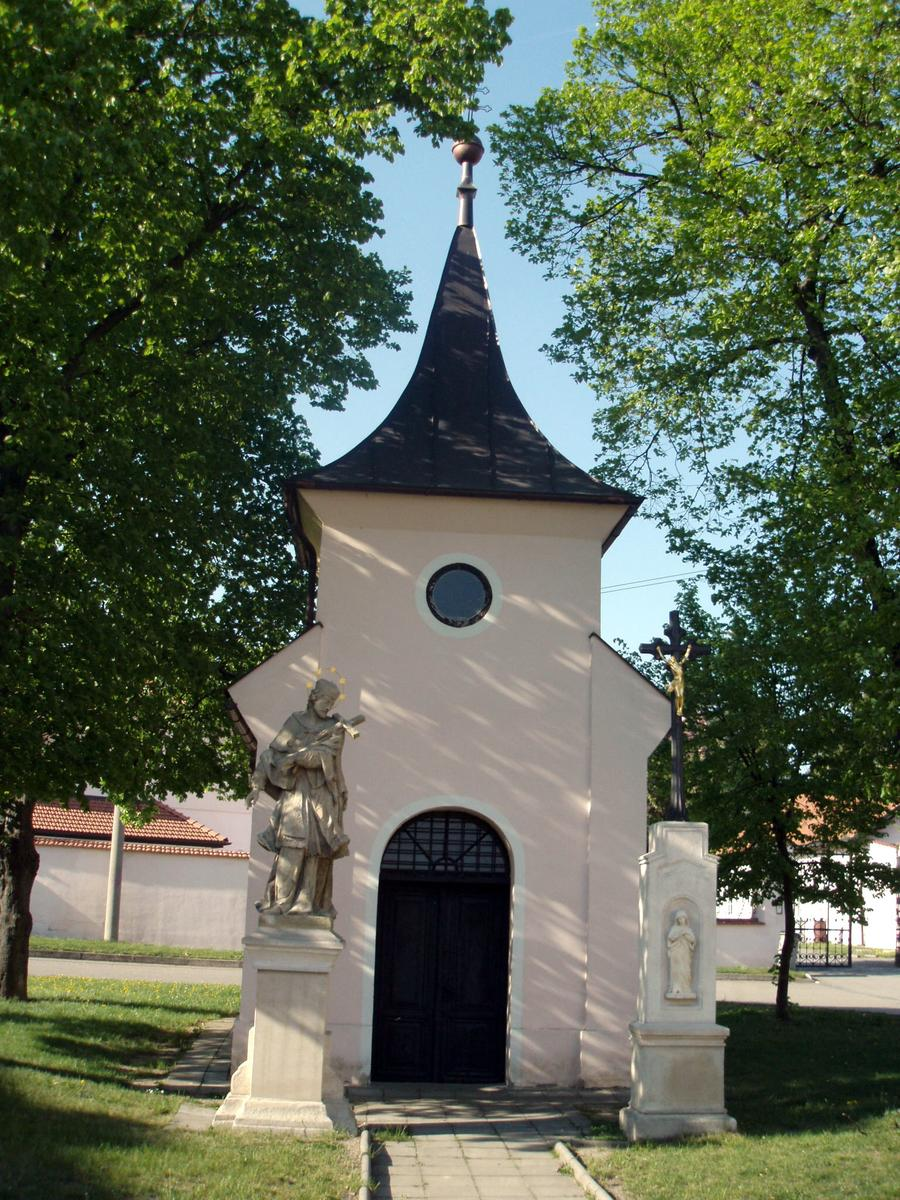
Kaple a socha sv. Jana Nepomuckého
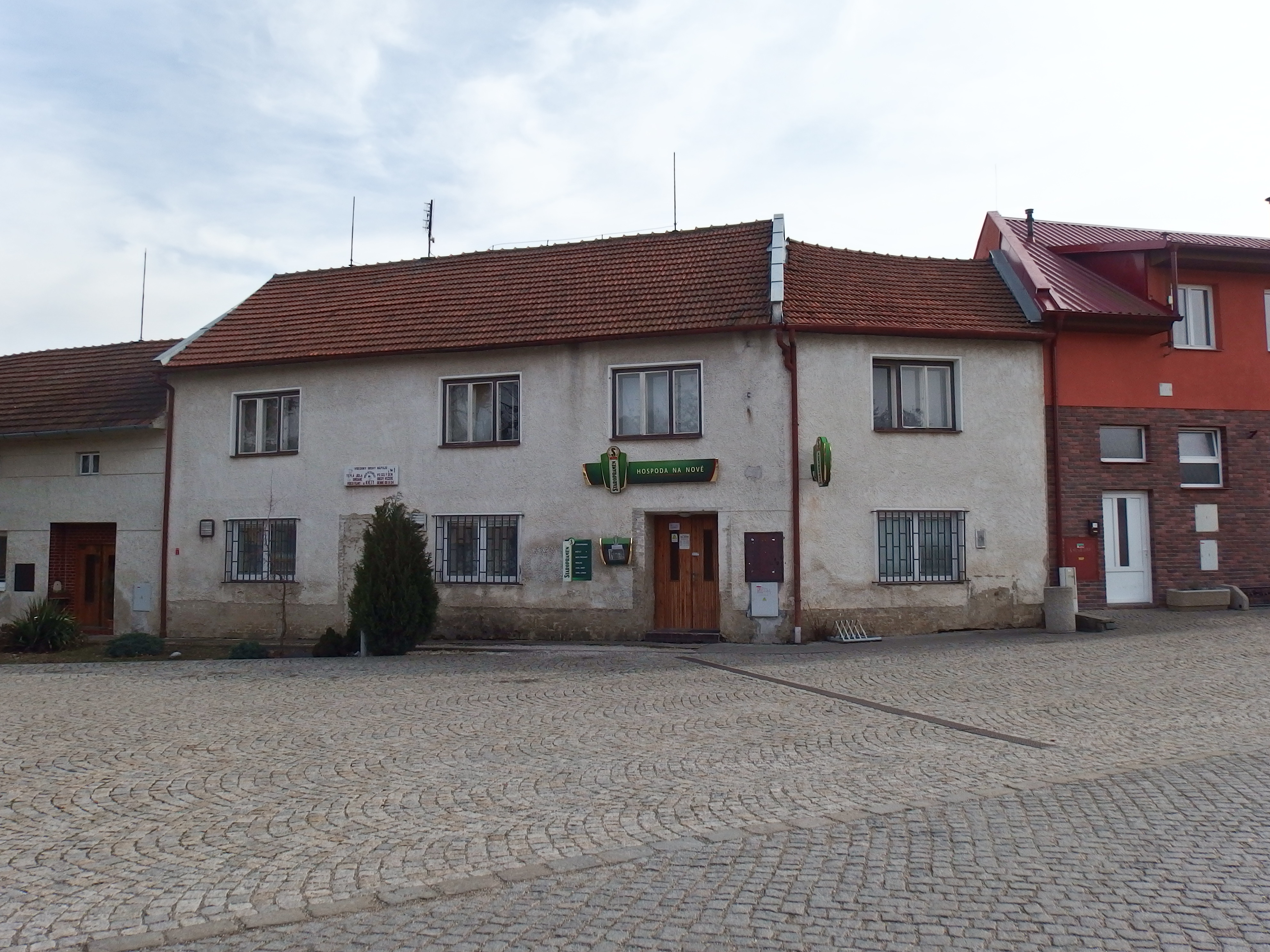
Hospoda Na Nové
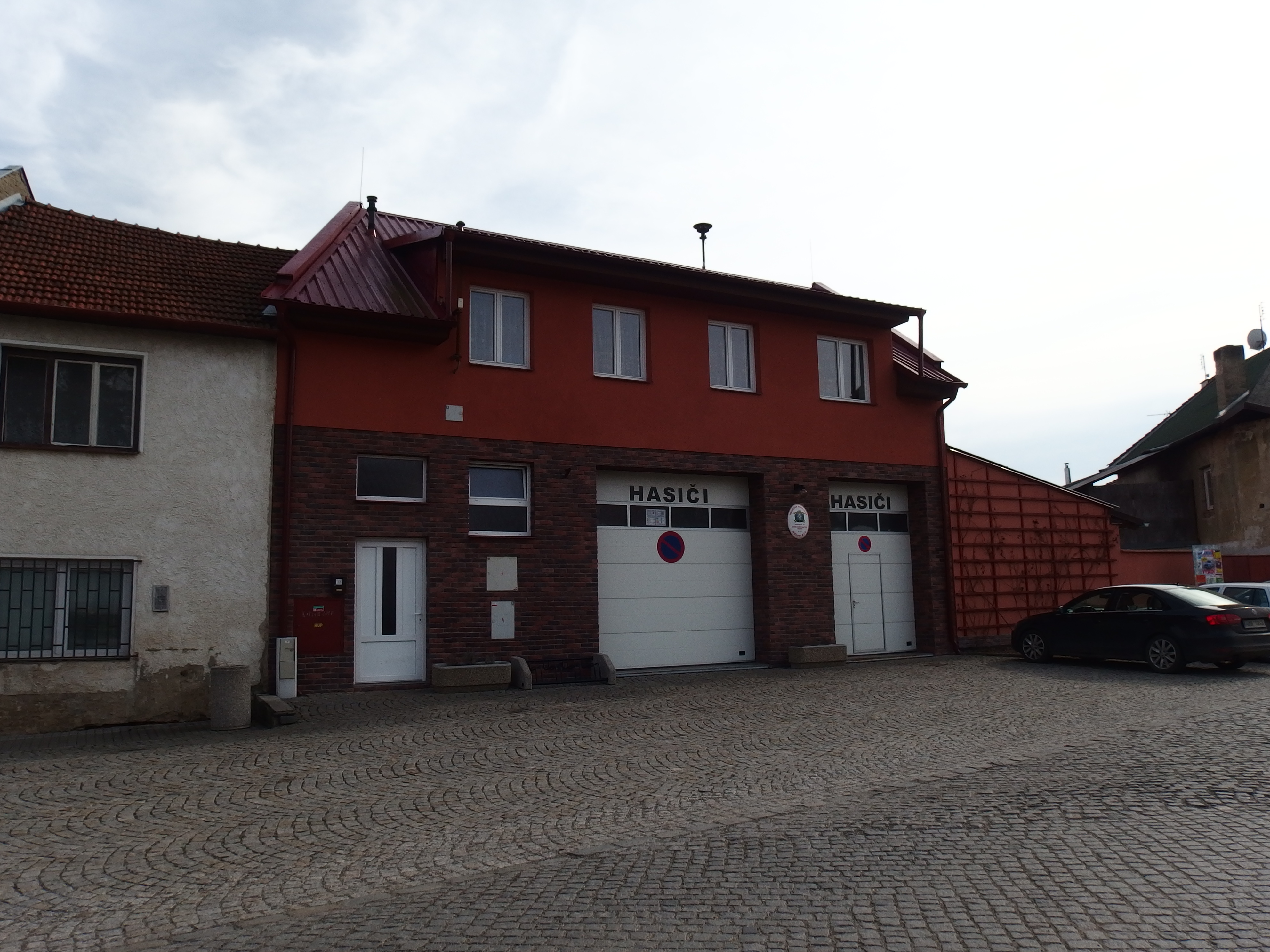
Hasičská zbrojnice
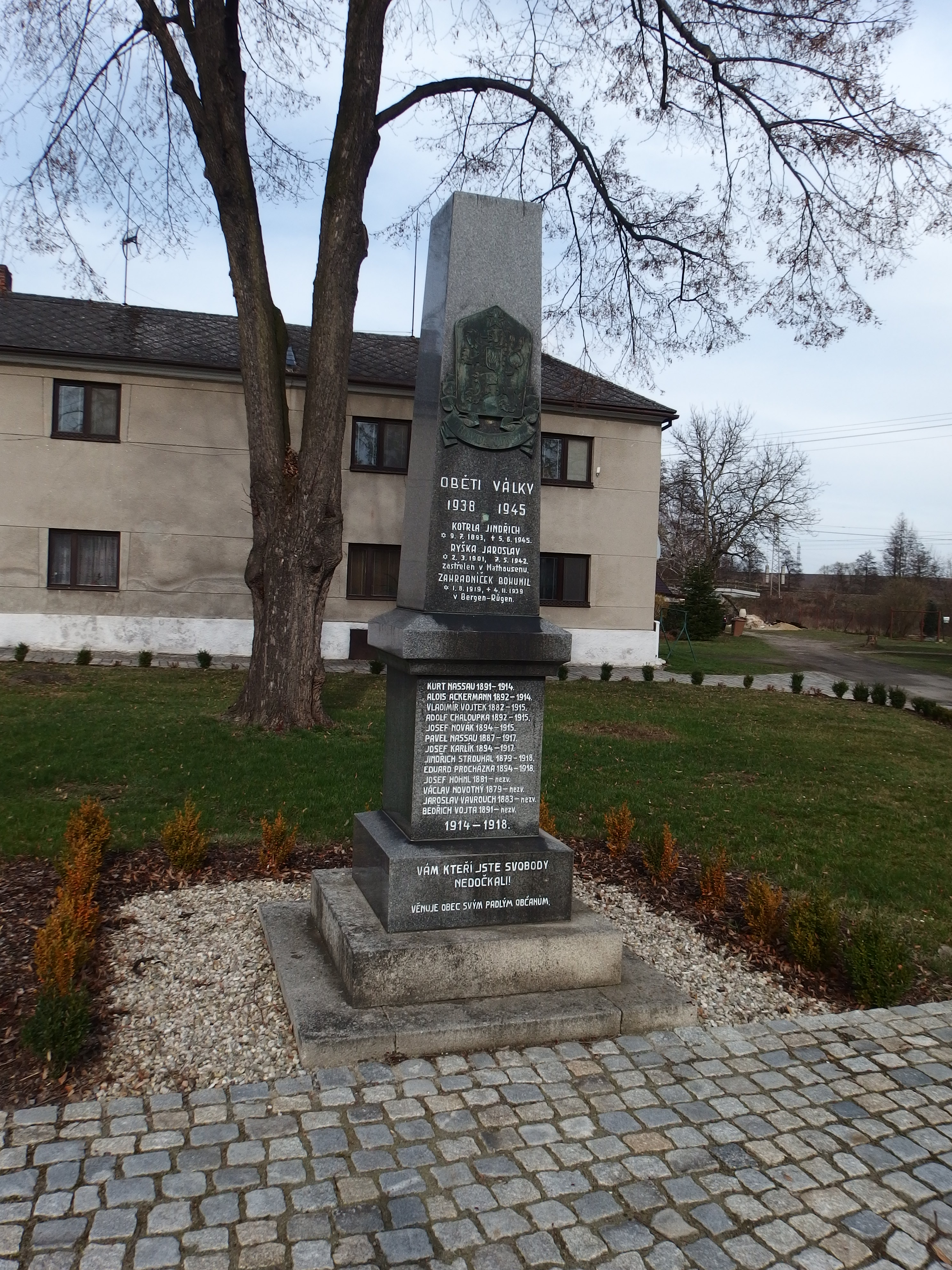
Pomník obětem světových válek
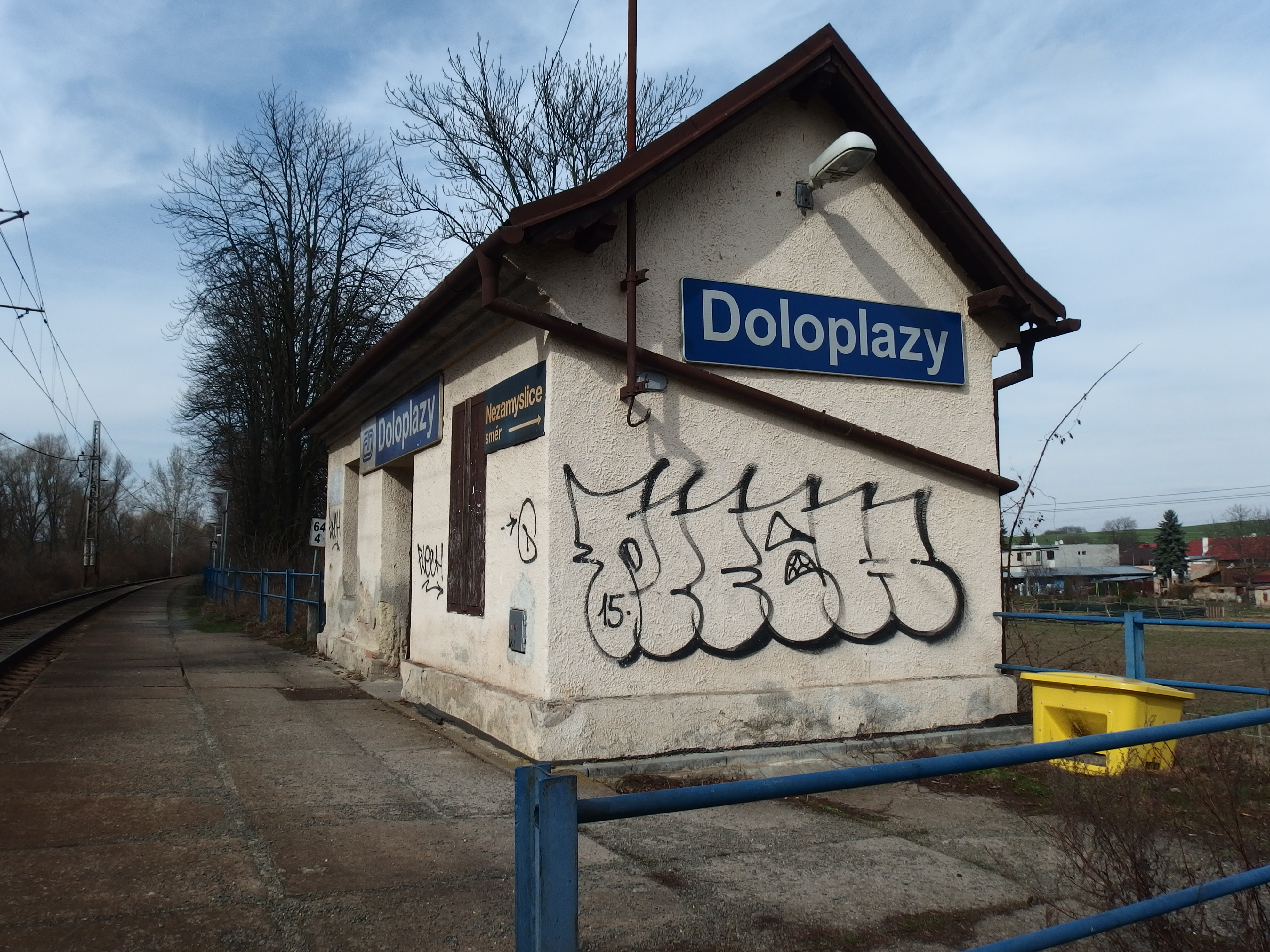
Železniční zastávka

## Osobnosti
- Jaroslav František Stockar von Bernkopf (1890-1977), architekt
- Michael Korec (2003-), politik